# Система запобігання обмерзанню
Система запобігання обмерзанню або система запобігання утворення льоду створюється для того, аби запобігти налипанню атмосферного льоду на поверхнях літака (особливо передніх кромках), таких як  крила, пропелери, лопаті несучого гвинта, забірниках повітря двигуна і інших системах, які контролюють середовище. Якщо лід здатен утворити налипання, що матиме значну товщину, він може змінити форму профілю і керуючих поверхонь, зменшуючи ефективність, вплинути на системи контролю або змінити характеристики керованості літака. Системи захисту від льоду запобігають його утворенню, або дозволяють літаку розтопити/скинути лід, перш ніж він виросте до небезпечної товщини.
Аварії від обмерзання літаків виникають при поєднанні декількох факторів: збільшення ваги, збільшення опору, зменшення або втрати підіймальної сили, і зменшення або втрати тяги від накопичення льоду на планері, аеродинамічних профілях, пропелерах (якщо вони є) і на крилах, в залежності від типу льоду який утворюється (паморозь чи чистий лід, та ін.), що залежить від специфічних метеорологічних умов. Також обмерзання може викликати зниження потужності при утворенні льоду на системі забору повітря (турбіни чи поршневого двигуна), або локально в системі подачі палива в двигуні.

## Різновиди

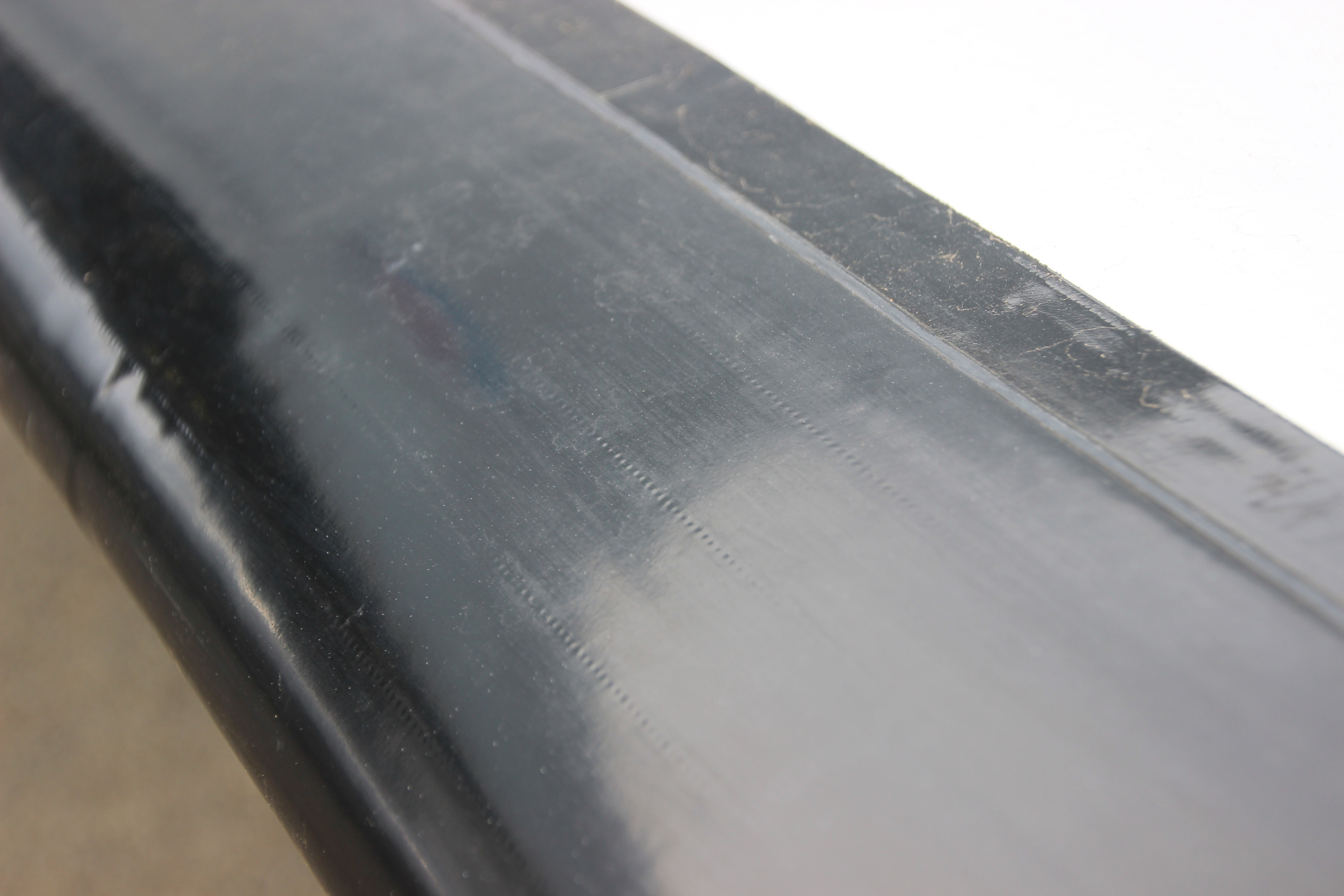
Секція пневматичного "черевика" на крилі літака

### Пневматичні системи антиобмерзання
Пневматичні колодки або "черевики" зазвичай виконують із шарів з синтетичного каучуку, з однією або декількома повітряними камерами між шарами. Якщо використовують декілька камер, вони зазвичай мають форму смужок вздовж довгої сторони «черевика». Його зазвичай розташовують по передній кромці крил літака і стабілізаторів. Камери швидко наповнюються повітрям і звільнюються, або одночасно, або по черзі в заданому порядку. Швидка зміна форми «черевика» створена для того, аби розірвати адгезійний шар між льодом і покриттям з каучуку, що дозволяє льоду відпасти за вітром, що створюється довкола літака під час руху. Однак, лід повинен відпадати з передніх поверхонь без затримок, оскільки він може намерзати позаду від захищених зон. Повторне замерзання льоду, зокрема, було фактором, що спричинив катастрофу літака American Eagle Flight 4184.
Деякі ранні конструкції пневматичних черевиків стали причиною появи явища, відомого як льодяне перекривання (англ. Ice Bridging). Якщо лід не накопичувався так, щоб мати достатню товщину і ламкість, рухомий лід міг утворювати таку форму, що ставав недосяжним для рухомих секцій колодок. Ця проблема зазвичай вирішується збільшенням швидкості дії надування/здування, і шляхом чергування інтервалів надування/здування сусідніх камер.
Такі пневматичні системи найбільше застосовні для літаків, що мають малу і середню швидкість руху, особливо для тих, що не мають механізації на передній частині крила. Тому, така система найчастіше зустрічається на турбо-гвинтових літаках таких як Saab 340, Embraer EMB 120 Brasilia, і British Aerospace Jetstream 41. Пневматичні системи антиобмерзання іноді зустрічаються на більших літаках, і менших турбоджетах, таких як Cessna Citation V, та на деяких більш старших турбоджетах. Такі пристрої рідко використовуються в сучасних літаках.
Цей пристрій був винайдений компанією Goodrich Corporation (до того відомою під назвою B.F. Goodrich) в 1923.

### Електро-термічні
В Електро-термічних системах використовують резистивні кола, сховані в конструкції планера, що генерують тепло при подачі на них електричного струму. Тепло може вироблятися безперервно аби захистити літак від обмерзання (режим анти-лід), або періодично аби розтопити лід, коли він з'являється на основних поверхнях (de-ice). Друга операція зазвичай обирається через низьку споживану потужність в порівнянні з попередньою, оскільки системі необхідно лише розтопити шар льоду, який контактує з поверхнею, аби вітром здуло решту льоду.
Літак Boeing 787 Dreamliner є прикладом комерційного літака, який використовує електро-термічну систему захисту від обмерзання, яку постачає GKN Aerospace. В даному випадку, резистивний нагрівальний контур вбудований всередині скляної і карбонової композитної структури крила. Компанія Boeing стверджує, що така система використовує вдвічі менше енергії, ніж традиційні системи відводу повітря (що нагрівається двигунами), і що опір та шум також зменшується.
В літаках, що мають металеву обшивку, нагрівальні кола із травленої в метал фольги з'єднуються із внутрішньою частиною обшивки. Такий підхід дозволяє потенційно зменшити споживання енергії на нагрівання, в порівнянні з вбудованими колами завдяки можливості працювати при значно більшій потужності. 
Відомою електричною системою запобігання обмерзанню для загальної авіації є Thermawing. Вона використовує гнучку електропровідну графітову фольгу, що прикріплюється до передньої кромки крила. Електричний обігрівач нагріває фольгу і розтоплює лід.
Нові версії таких системи використовують покриття із карбоновими нанотрубками. Тонкий філамент скручується в рулони, і утворює плівку товщиною 10 мікрон, що еквівалентно листу паперу A4. Плівка погано проводить електрику через повітряні зазори між трубками. Замість того, поява струму призводить до майже миттєвого підвищення температури. Вона нагрівається вдвічі швидше ніж ніхром, нагрівальний елемент, який вибирають для систем запобігання обмерзанню під час польоту, це дозволяє використовувати вдвічі менше енергії при одній десятитисячній ваги. Кількість матеріалу, якого вистачить, аби покрити крила аеробуса, матиме вагу 80 грамів (2,8 унція). Матеріал коштує приблизно від 1% ціни ніхрома. Нагрівачі з аерогелем можуть працювати безперервно при малій потужності, аби запобігати утворенню льоду.

### Система відбору повітря
Система відбору повітря застосовує метод, який використовують на більшості великих реактивних літаків, аби утримувати основні поверхні вище температури обмерзання). Гаряче повітря подається із системи реактивного двигуна через трубки пікколо, що прокладені через крила, хвостові поверхні, і вхідний отвір двигунів. Повітря виводиться через отвори в нижній частині крила.

### Пасивні
В пасивних системах використовуються гідрофобні поверхні. Спеціально розроблені матеріали, які характеризуються високим рівнем водостійкості і природним ефектом самоочищення можуть відштовхувати воду, тим самим усувають можливість обмерзання.
Ще один різновид пасивних систем враховують кількість часу, необхідного аби крапля води при контакті із холодним матеріалом замерзла і пристала до нього. Не гладкі грубі поверхні, із гребенями скорочують час при якому вода залишається в контакті. Коли вода потрапляє на будь-яку поверхню, вона сплющується в пласку форму, потім знову повертає округлену форму і відстрибує. Гребні розбивають великі краплі на дрібні. Дрібні краплі переформовуються і відскакують геть на 40 відсотків швидше ніж великі. В природі цю особливість можна продемонструвати на прикладі різниці в формі лотоса і настурції. Листи останньої є грубішими і покриваються льодом менше ніж гладкі листи лотоса.

### Електро-механічні
В Електро-механічних системах видалення льоду (EMEDS) використовують механічну силу аби збивати лід із аеродинамічних поверхонь. Як правило, виконавчі механізми розташовані під обшивкою. Механізм приводиться вдію, щоб викликати ударну хвилю на поверхні і розколоти лід. Cox and Company, Inc. з Плейнвью, в Нью-Йорку розробили легку систему із малим споживанням яку назвали EMEDS, яка є першою системою захисту від обмерзання, що отримала сертифікацію FAA за 50 років, і застосовується на сьогоднішній день на багатьох комерційних літаках (FAA частина 23 і частина 25) and military aircraft.
Innovative Dynamics розробили легку і малопотужну систему з використанням виконавчих механізмів, яку назвали EIDI.
Гібридні електромеханічні системи усунення обмерзання поєднують із електричними нагрівальними елементами. Нагрівач запобігає накопиченню льоду на передніх кромках крила, а механізми системи EMED усувають лід, який акумулюється позаду частини поверхні, що нагрівається.